# Jos Breyre
Joseph Gerhard Clemens Breyre (Malmedy, 25 november 1902 - ?) was een Belgische jazzmuzikant, hij speelde trombone, arrangeerde en componeerde.

## Biografie
Breyre begon als kind op de viool, later stapte hij over op de trombone. In 1922 werd hij lid van de militaire band van het 9de regiment in Malmedy. Hij verliet de band in 1929 en richtte zich op de jazzmuziek. Hij speelde bij Peter Packay en werd in 1930 lid van de Broadway Melodians van Robert Kierberg, waarmee hij optrad in het casino van Knokke. Vanaf 1931 werkte hij bij Gus Deloof & His Racketeers, waarmee hij zijn eerste opnames maakte, voor Pathé. In 1933/34 speelde hij bij Jack de Vries' Internationals in Nederland. In 1935 keerde hij terug naar Brussel en werkte daarna bij Fud Candrix, vanaf begin 1936 kort bij Stan Brenders en aansluitend bij Ray Ventura, waarmee hij meespeelde op opnames van Django Reinhardt (1937–39). In die tijd werktre hij tevens mee aan opnames van het Quintette du Hot Club de France ("Bolero“) en Philippe Brun and His Swing Band.
Tijdens de bezetting van België werd Breyre beschouwd als een Volksdeutscher, aangezien hij uit het Duitstalige Oost-België afkomstig was. Hierdoor kon hij als muzikant in Berlijn werken, waar hij vanaf 1940 speelde in de orkesten en (jazz)ensembles van Adolf Steimel, Ernst van’t Hoff, Benny de Weille en Kurt Widmann. Hij was ook actief in Charlie and his Orchestra en bij Lutz Templin, Harry van Dyk, Teddy Kleindin, Primo Angeli, Ernst Weiland en, in april 1944, bij Freddie Brocksieper, in Stuttgart.
Na de oorlog werkte Breyre bij Boyd Bachman in Amsterdam. In 1952 speelde hij in Brussel mee op opnames van Billy Moore met de Peters Sisters ("Basin Street Blues“). In 1953 leidde hij hier een eigen groep, waarmee hij speelde in Taverne de Palace. Eind 1953 speelde hij opnieuw bij Fud Candrix, daarna in het orkest van Frank Temmer, in Blankenberge. In de jaren 60 was hij actief in verschillende dansorkesten, waarmee hij ook optrad in West-Duitsland. In 1967 leidde hij een eigen orkest, in Brussel. In 1980 was hij lid van de Brussels Big Band, in 1982 ging hij het rustiger aandoen. Breyre werd gezien als een goede blues-vertolker en een begaafd arrangeur van symfonische jazz. 
In de jazz was hij tussen 1931 en 1980 betrokken bij 93 opnamesessies.